# Urband
Hudební skupina Urband vznikla okolo roku 2002 v Brně z různých improvizovaných sestav provozujících pouliční hudbu (busking) v Česku i po Evropě. Hraje směs ruských písní, jazzu, valčíku, tanga či blues a bývá označovaná jako pouliční šraml (a to i samotnou kapelou).
Kapelou prošlo více osobností, například zakládající člen Jan Moron Svoboda (harmonika) nebo známý kanadský klarinetista Mike Hambrook, se kterým se kapela seznámila v Curychu. I v posledních letech hraje kapela v různém složení - zpravidla Vladimír Červenka (kytara, zpěv), Pavel Všianský (kontrabas, zpěv) a Tomáš Vtípil (housle, zpěv).

## Diskografie
- 2010 – Urband[4]
- 2023 – Asfalt